# 格蘭德里弗鎮區 (堪薩斯州塞奇威克縣)
格蘭德里弗鎮區（英語：Grand River Township）為美國堪薩斯州塞奇威克縣轄下的鎮區。2010年美国人口普查中此鎮區人口有603人。

## 地理
格蘭德里弗鎮區涵蓋總面積為92.6平方（35.77平方英里），其中陸地面積為90.6平方（34.98平方英里），水域面積為2.0平方（0.79平方英里）或2.21%。海拔高度434（1,424英尺）。

## 人口統計
根據2010年美國人口普查，格蘭德里弗鎮區人口有603人，其中男性有316人，女性有287人，人口密度為每平方公里6.51人，住房計219戶。鎮區內的白人有587人，非裔美國人有0人，美洲原住民有4人，亞裔美國人有1人，太平洋島裔美國人有0人，其他種族有6人，混血種族則有5人。此外鎮區內有9人為西班牙裔或拉丁裔美國人。此鎮區之年齡中位數為38.0歲，而男性年齡中位數為37.2歲，女性年齡中位數為39.1歲。

## 交通

### 主要公路
- 400號美國國道